# Longue Marche 6
La fusée Longue Marche 6, abrégée en CZ-6 (acronyme de l'appellation chinoise Chang Zheng-6) est un lanceur léger de la république populaire de Chine dont le premier lancement a eu lieu le 19 septembre 2015. Avec le lanceur lourd Longue Marche 5 et le lanceur moyen Longue Marche 7, la CZ-6 fait partie de la nouvelle génération de fusées chinoises qui doit progressivement remplacer à la fin des années 2010[Passage à actualiser] la famille des lanceurs Longue Marche 2, 3 et 4 développée au début du programme spatial chinois.
CZ-6 utilise de nouveaux moteurs performants et brulant un mélange semi-cryogénique kérosène / oxygène liquide. Développé par SAST, il utilise certains composants du lanceur lourd Longue Marche 5. Le lanceur peut être tiré depuis la base de lancement de Taiyuan ou celle de Wenchang. Le lanceur est capable de placer 1 tonne sur une orbite héliosynchrone.

## Historique
La Longue Marche 6 fait partie avec les Longue Marche 5 et 7 d'une nouvelle génération de lanceurs chinois déployés au cours de la décennie 2010. Cette famille de lanceurs se caractérise par le remplacement des ergols hypergoliques toxiques par la combinaison kérosène/oxygène et donc la mise en œuvre de nouveaux moteurs. La Longue Marche 6 est le lanceur léger de cette génération tandis que les Longue Marche 5 et 7 sont respectivement les lanceurs lourd et moyen. Les trois lanceurs utilisent de nombreux composants communs. La Longue Marche 6 a été conçue pour pouvoir placer 1 tonne en orbite héliosynchrone. Plusieurs configurations ont été étudiées avant que la structure de la Longue Marche 6 ne soit figée ; du lanceur bi-étages avec un diamètre de 2,25 mètres au lanceur tri-étages avec un diamètre de 3,35 mètres. C'est finalement cette configuration qui a été retenue car elle permet d'utiliser le même étage que la Longue Marche 5.

## Caractéristiques techniques
Le lanceur Longue Marche 6 dans sa configuration de base comporte trois étages propulsés par des moteurs à ergols liquides utilisant tous un mélange de kérosène et d'oxygène liquide. Sa masse au décollage est de 103 tonnes pour une hauteur de 29,2 mètres. La masse à vide est de 9 tonnes et la poussée au décollage est de 120 tonnes. Le contrôle d'attitude est pris en charge à tous les étages par des petits propulseurs brulant un mélange de kérosène et de peroxyde d'hydrogène. Le lanceur peut placer dans sa configuration de base 1 tonne en orbite héliosynchrone (700 km d'altitude).
- Le premier étage long de 15 m et d'un diamètre de 3,35 mètres est propulsé par un moteur-fusée YF-100 orientable d'une poussée de 122 tonnes (environ 1 200 kN) et brulant un mélange de kérosène et d'oxygène liquide. Ce nouveau moteur à combustion étagée est commun aux trois lanceurs de la nouvelle génération. Son impulsion spécifique est de 300 secondes au niveau de la mer et de 335 secondes dans le vide. L'étage utilise par ailleurs quatre propulseurs d'une poussée de 1 kN pour le contrôle en roulis tandis que le contrôle en tangage et en lacet est assuré par le moteur principal dont l'orientation peut être modifiée selon deux axes. L'étage emporte 76 tonnes d'ergols. La poussée du moteur est modulable (65 à 100 %). La durée de fonctionnement est d'environ 3 minutes.
- Le second étage d'une longueur de 7,3 mères et d'un diamètre de 2,25 mètres est propulsé par un moteur-fusée YF-115 orientable d'une poussée de 18,35 tonnes (environ 180 kN) et brulant un mélange de kérosène et d'oxygène liquide. Le moteur peut être réallumé et les réservoirs contiennent 15,15 tonnes de propergol. L'étage utilise quatre propulseurs de 25 N pour le contrôle en roulis.
- Le troisième étage d'un diamètre de 2,25 mètres et d'une longueur d'environ 1,8 mètre est propulsé par quatre moteurs de 1 kN de poussée. L'étage utilise 8 moteurs de 10 N pour le contrôle d'attitude.
- La coiffe a un diamètre de 2,6 ou de 2,25 mètres et une longueur de 5,7 mètres.

### Appartenance à la famille des lanceurs de la générationLongue Marche 5
Le nouveau lanceur partage plusieurs composants essentiels avec les autres lanceurs de la même génération : la Longue Marche 7 (lanceur moyen) et Longue Marche 5 (lanceur lourd) comme le montre le tableau ci-dessous : 
| Composant                   | Origine                     | Longue Marche 5       | Longue Marche 6 | Longue Marche 7                     |
| --------------------------- | --------------------------- | --------------------- | --------------- | ----------------------------------- |
| Charge utile orbite basse : | Charge utile orbite basse : | 23 tonnes             | 1,5 tonne       | 13,5 tonnes                         |
| Moteur YF-100               | Nouveau                     | Propulseurs d'appoint | 1er étage       | - Propulseurs d'appoint - 1er étage |
| Moteur YF-115               | Nouveau                     | -                     | 2e étage        | 2e étage                            |
| Moteur YF-75                | Longue Marche 3             | 2e étage              | -               | -                                   |

## Mise en œuvre
Le lanceur est transporté tout assemblé de l'usine d'assemblage à la base de lancement. Les réservoirs sont remplis alors que la fusée est en position horizontale puis le lanceur est érigé sur le pas de tir. La préparation d'un lancement prend 7 jours. Il pourra être tiré depuis la base de lancement de Taiyuan ainsi que depuis le nouveau centre de Wenchang.

## Versions dérivées
Plusieurs versions dérivées sont développées :
- Longue Marche 6A est une version équipée de quatre propulseurs d'appoint permettant de placer 4 tonnes en orbite héliosynchrone. C'est la première fusée chinoise utilisant simultanément des ergols cryogéniques et du propergol solide.
- Longue Marche 6C, version plus courte de la 6A et sans les propulseurs d'appoint.
- Une version utilisant un troisième étage utilisant des ergols stockables et pouvant être réallumée pour déployer plusieurs satellites sur des orbites différentes.

## Historique des lancements
Le premier lancement de la Longue Marche 6 a eu lieu le 19 septembre 2015. Le lanceur a placé sur une orbite héliosynchrone de 97° d'inclinaison une quinzaine de nano-satellites et micro-satellites dont certains de format CubeSat et le second a eu lieu le 21 novembre
| no | Date (UTC)             | Version | Charge utile | Orbite                | Résultat | Commentaire              |
| -- | ---------------------- | ------- | --- | --------------------- | -------- | ------------------------ |
| 1  | 19 septembre 2015      | CZ-6    | ZDPS-2A et 2B, NS-2, ZJ-1 et 2, Tiantuo 3, NUDT-Phone-Sat, Xingchen 1/2/3/4, LilacSat 2, XY-2, DCBB, Xiwang-2A/2B/2C/2E/2F | Orbite héliosynchrone | Succès   | Vol inaugural du lanceur |
| 2  | 21 novembre 2017       | CZ-6    | Jilin 1-04, 05 et 06 | Orbite héliosynchrone | Succès   |                          |
| 3  | 13 novembre 2019       | CZ-6    | Ningxia-1 01 à 05 | Orbite basse          | Succès   |                          |
| 4  | 6 novembre 2020        | CZ-6    | ÑuSat 9-18 (10 satellites)                                                                                                 | Orbite héliosynchrone | Succès   |                          |
| 5  | 27 avril 2021          | CZ-6    | Qilu-1 et Qilu-4, Foshan-1, Zhongan Guotong-1, Tianqi-9, Origin Space NEO-1, Tai King II 01, Golden Bauhinia-1 01 et 02    | Orbite héliosynchrone | Succès   |                          |
| 6  | 9 juillet 2021         | CZ-6    | Zhuzhou-1 01 à 05 | Orbite basse          | Succès   |                          |
| 7  | 4 août 2021            | CZ-6    | KL-Beta A et B | Orbite polaire        | Succès   |                          |
| 8  | 5 novembre 2021        | CZ-6    | Guangmu-1 (CASEarth) | Orbite héliosynchrone | Succès   |                          |
| 9  | 10 août 2022           | CZ-6    | Jilin-1 GF-03D09 et 35 à 43, Yunyao-1 04 à 08, Tianjin Binghai-1                                                           | Orbite héliosynchrone | Succès   |                          |
| 10 | 26 septembre 2022      | CZ-6    | Shiyan 16A, 16B et 17 | Orbite héliosynchrone | Succès   |                          |
| 11 | 20 juin 2023 03:18     | CZ-6    | Shiyan (en) 25 | Orbite héliosynchrone | Succès   |                          |
| 12 | 5 septembre 2024 18:30 | CZ-6    | GeeSAT groupe/lot 3 (10 satellites)                                                                                        | Orbite basse          | Succès   |                          |
| 13 | 22 octobre 2024 00:10  | CZ-6    | Tianping-3 A01, B01 et B02                                                                                                 | Orbite héliosynchrone | Succès   |                          |